# Vjaz'ma (città)
Vjaz'ma (in russo Вя́зьма?) è una cittadina della Russia occidentale, situata nell'oblast' di Smolensk, sul fiume omonimo; è il capoluogo del rajon Vjazemskij.

## Storia
La cittadina viene menzionata in alcune cronache risalenti all'anno 1239; nell'anno 1494 venne incorporata nel Granducato di Mosca, di cui divenne una fortezza a guardia dei confini occidentali; nel 1776 le viene concesso lo status di città.
La città è stata teatro di alcune importanti battaglie combattute nel corso di diverse guerre: nel 1812 vi si scontrarono le armate di Napoleone Bonaparte e l'esercito russo (battaglia di Vjaz'ma), mentre durante la seconda guerra mondiale ospitò un lager nazista e fu rasa al suolo dai combattimenti fra l'Armata Rossa e la Wehrmacht.
Vjaz'ma è al giorno d'oggi un nodo ferroviario di una discreta importanza; è inoltre servita da un piccolo aeroporto.